# Dumasia
Genre
Dumasia est un genre de plantes à fleurs dicotylédones de la famille des Fabaceae, sous-famille des Faboideae, originaire des régions tropicales d'Afrique et d'Asie, qui comprend une dizaine d'espèces acceptées.

## Étymologie
Le nom générique, « Dumasia », est un hommage à Jean Baptiste André Dumas (1800-1884), chimiste et pharmacien français.

## Liste d'espèces
Selon The Plant List (7 novembre 2018) :
- Dumasia bicolor Hayata
- Dumasia cordifolia Baker
- Dumasia forrestii Diels
- Dumasia henryi (Hemsl.) R. Sa & M.G. Gilbert
- Dumasia hirsuta Craib
- Dumasia nitida Y.T.Wei
- Dumasia oblongifoliolata Wang & T.Tang
- Dumasia prazeri S.V.Pradeep & M.P.Nayar
- Dumasia truncata Siebold & Zucc.
- Dumasia villosa DC.
- Dumasia yunnanensis Y.T.Wei & S.K.Lee